# Sommarjobb

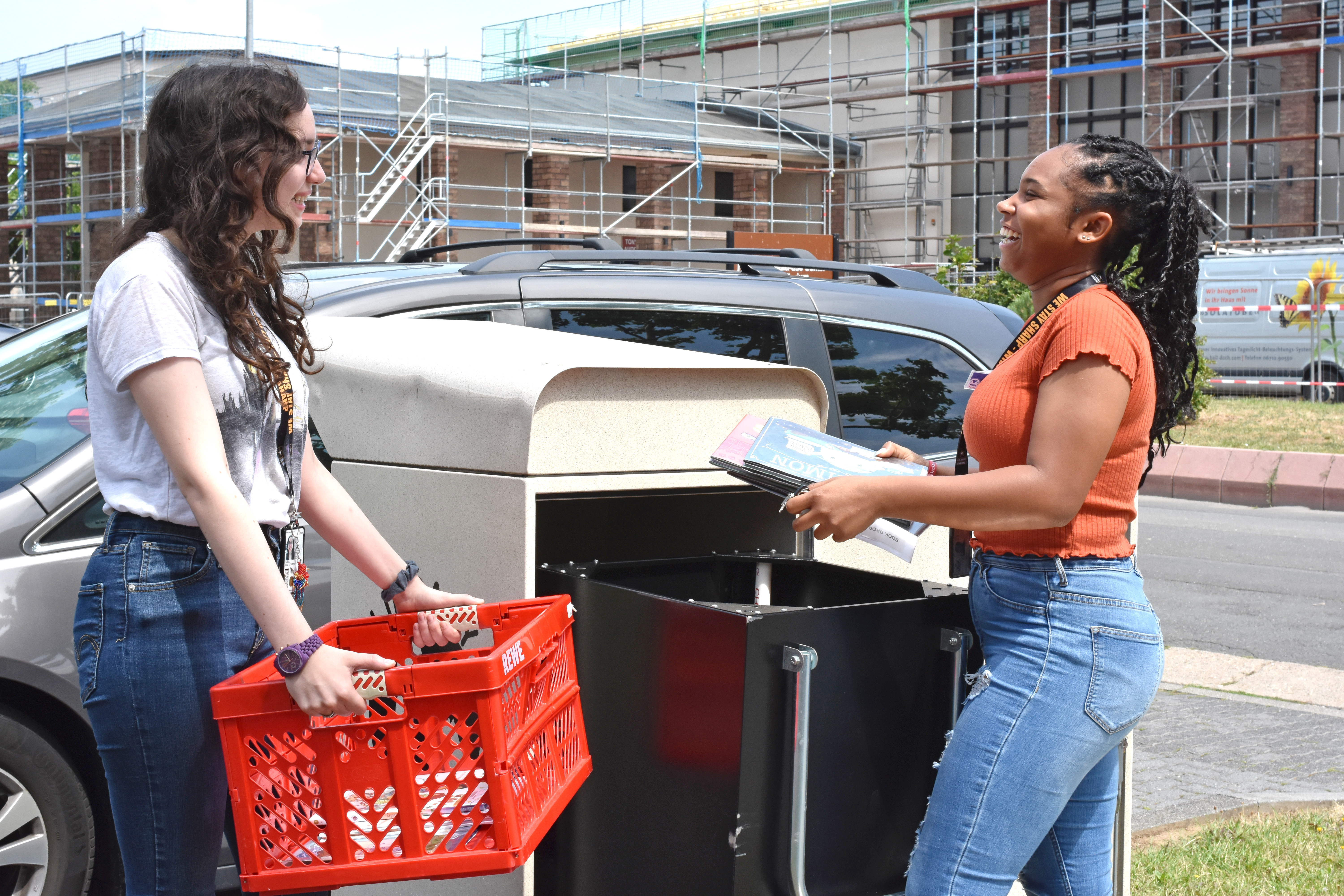
Sommarjobbare i USA.

Sommarjobb är ett tillfälligt arbete under sommaren. Det innehas vanligen av en studerande person under sommarledigheten, men ibland används även termen om säsongsarbete. Studerande kan ta sommarjobb för att exempelvis tjäna pengar, få arbetslivserfarenhet eller ha något vettigt att göra under studieuppehållet.
Sommarjobb behöver inte innebära att man utför ett ordinarie yrke eller har en ordinarie yrkesroll. Det kan vara att assistera någon annan eller utföra alternativa arbetsuppgifter som kan vara sommarrelaterade. Ett exempel på det sistnämnda är gräsklippning. Sommarjobb kräver ofta ingen utbildning, men i länder som Sverige finns lagreglerade krav kring exempelvis ålder och arbetstid. Sommarjobbare får vanligtvis timlön. Om man inte söker sommarjobb via egna kontakter behöver man ofta ansöka i mycket god tid.
I Sverige förekommer även sommarpraktik, som är en blandning av sommarjobb och arbetspraktik med lön. Ibland finns också möjlighet till sommarföretag, där unga under sommaren får prova på att driva ett företag under handledning.

## Åldersgränser i Sverige
De svenska arbetslagarna reglerar vilka arbetsformer som är tillåtna för omyndiga barn och ungdomar.

### Under 13 år
Grundregeln lyder att den som är under 13 inte får sommarjobba alls. Om arbetsmiljöverket ger särskilt tillstånd så får barn under 13 år jobba som artist, statist eller skådespelare, om arbetet är ofarligt. För att få tillståndet måste man söka om att få det av Arbetsmiljöverket.

### 13-15 år
Är man mellan 13 och 15 år så måste man ha minst 4 veckors ledighet i sträck under sommarlovet. Man får arbeta högst 7 timmar om dagen, dvs. 35 timmar i veckan. 15-åringen får arbeta 8 timmar om dagen, vilket blir 40 timmar i veckan, som en vanlig arbetsvecka. De mellan 13 och 15 år får inte jobba före klockan 6 på morgonen och inte senare än 20 på kvällen, och är arbetsdagen längre än fyra och en halv timme har den rätt till minst 30 minuters rast. De måste också ha 14 timmars vila för natten, vilket betyder att man inte får sluta arbeta klockan 20 och börja klockan 06 igen. 36 timmars sammanhängande vila per vecka ska sommarjobbaren också ha.

### 16-18 år
De som är mellan 16 och 18 år, det vill säga ännu inte fyllt 18 år, har liknande regler som en 15-åring. Arbetsdagen får högst vara 8 timmar lång och 40 timmar per vecka. Arbete är ej tillåtet mellan klockan 22 och 06 eller 23 och 07. Rasten ska minst vara 30 minuter lång om arbetsdagen är längre än fyra och en halv timme och nattvilan skall vara minst 12 timmar. Vidare krävs minst 36 timmars sammanhängande vila per vecka.